# Les Préludes (Liszt)
Les Préludes (S 97) is een symfonisch gedicht gecomponeerd door Franz Liszt. Het is waarschijnlijk geïnspireerd op Méditations poétiques van de Franse dichter en staatsman Alphonse de Lamartine maar Liszt deed daar vaag over en uitte zich met regelmaat hierin tegenstrijdig.

## Beschrijving
Dit symfonische gedicht is een muziekstuk in één deel, hoorbaar onderverdeeld in enkele onderdelen. Dit zijn de tempoaanduidingen in de partituur:
Andante - Andante maestoso - Allegro ma non troppo - Allegretto pastorale.
Liszt gaf het werk vier episodes: 1. Oorsprong van het leven. Liefde; 2. Storm; 3. Ontsnapping en overgave aan het landelijke leven & 4. Strijd en overwinning.
Er zijn twee versies van dit werk: 1848, als ouverture, en ca. 1854.

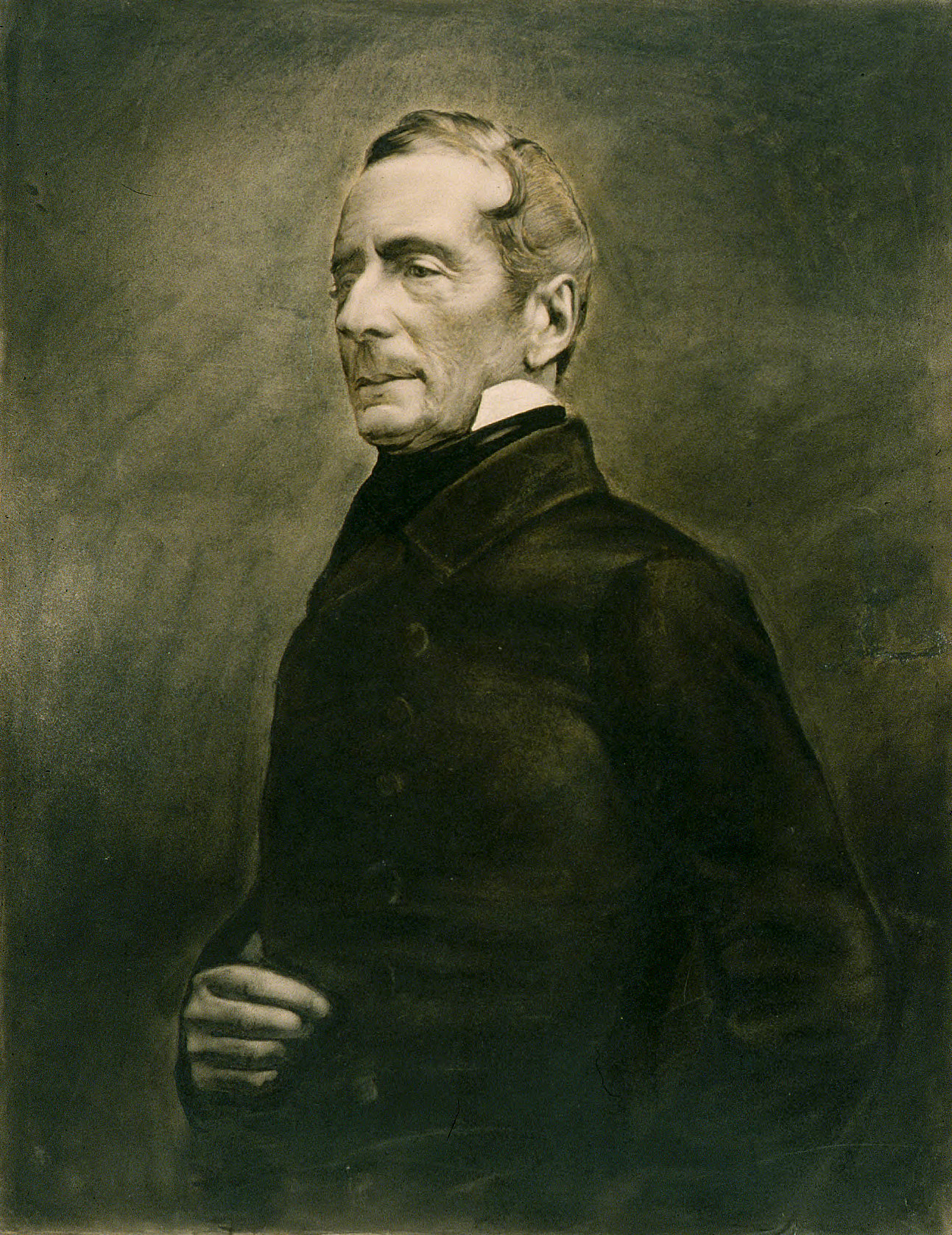
Lamartine

Juist Les Préludes is het duidelijkste symfonische gedicht als het gaat om het kunnen horen (en lezen indien men noten kan lezen) wat de essentie is van het muziekgenre symfonisch gedicht. Voortdurende tempoveranderingen en continue wijzigingen in de toonsoort, transformatie van een motief om verschillende stemmingen weer te geven en het afzien van de klassieke vorm die we in de symfonie aantreffen, zijn zeer duidelijk aanwezig.
Liszt ervoer dat zijn luisteraars het prettig vonden een programma te kunnen lezen bij de muziek - van diens betekenis en bedoeling - en hij schreef er één bij elke van zijn symfonische gedichten (maar ook bij de Faust- en Dante-symfonieën). Het programma van Les Préludes geeft geen enkele verwijzing naar Lamartines gedicht en het werk begon als een introductie tot een koorwerk, Les quatre elements genaamd, gebaseerd op teksten van de Franse dichter Joseph Autran. Na enkele jaren ontwikkelde deze ouverture zich tot symfonisch gedicht. Later stond Liszt er weer op dat het werk geen enkele binding met het werk van Autran had en wel met dat van Lamartine.
Lamartines Méditations poétiques is een verzameling van ongeveer 30 gedichten. Het bestaat uit een aantal oorlogsachtige en pastorale episodes, dat wordt wel in Les Préludes ten gehore gebracht, maar vele bronnen verwijzen naar het idee dat Liszt Lamartines gedichten pas als een verlate ingeving aan Les Préludes verbond. Deze werkwijze, die als verwarrend over kan komen, is echter karakteristiek voor Liszts werkwijze: een beginschets maken en deze jaren achtereen verbeteren en uitbreiden, ingevingen verwerken en weer schrappen, ze verbinden met buitenmuzikale thema’s en deze ook weer schrappen etc. Een voorbeeld is dat het primaire thema van het 1ste pianoconcert in 1832 ontstond terwijl dit werk pas in 1849 compleet was; in 1853 werd het herzien en uiteindelijk in 1857 gepubliceerd.
De romantische thema’s in Lamartines werk zijn zeker in Les Préludes terug te vinden. De romantische beweging stond voor de mens als individu, het goddelijke in alles zoekend, bezig zijnd met de grote problemen van de mensheid, diepe en zeer serieuze liefde, contact met de natuur en dromerige melancholie. Liszt was een uitgesproken beschermheer van deze beweging.

## Het programma
Les Préludes weeft zichzelf rond een primair motief. Dit motief lijkt op een soort protagonist en heeft drie noten die zowel ritmische als melodische kracht hebben. Gedurende het werk krijgt men het idee dat de hoofdpersoon bepaalde dingen overkomt, dan eens in majeur, dan weer in mineur. Dit is typerend voor Liszts symfonische gedichten. Hij lijkt zich met een karakter te identificeren die zich ergens doorheen worstelt, en uiteindelijk daarin slaagt. Het werk begint met slechts twee geplukte tonen in de strijkers die langzaam en rustig opbouwen. De passage moduleert chromatisch een aantal keer voordat het majeur bereikt. Het begin komt tot een climax als de hoorns zich prominent en majestueus presenteren en de strijkers voortdurend op en neer klimmen waarbij de muziek in een triomfachtige galop belandt. De muziek pauzeert en de cello’s spelen een variatie van het thema op een pastorale en kalme wijze. Dit rustige gedeelte sterft uiteindelijk weg. In ruisende strijkers, in een op en neergaand patroon, wordt het thema geciteerd “welk lot ligt er voor hen wiens eerste gelukzalige vermaak niet door een of andere storm wordt onderbroken?” Het op en neergaande patroon is een zeer effectieve manier om verschillende stemmingen in een kort tijdsbestek weer te geven. De storm bouwt zich op en de climax wordt op dezelfde wijze bereikt als voor de eerste pauze.
De muziek is nu weer ietwat pastoraal en het thema wordt weer gevarieerd. Uiteindelijk, als de trompetten alarm slaan (Rußland-Fanfare) neemt onze held zijn post in en kan het complete thema zich ontvouwen. Pauken geven nog extra kracht aan deze uiting en het orkest bouwt naar het eind toe. De muziek geeft een gevoel van overwinning alsof onze held inderdaad in zijn volle bewustzijn zijn krachten (her)vindt. 

## Kritiek
Toen Les Préludes voor het eerst werd opgevoerd, stuitte het op zeer veel kritiek bij het conservatieve deel van het publiek. Leerlingen van Liszt werden door hem verboden zijn werk in het openbaar uit te voeren. Zo bang was hij dat een associatie met zijn werk hun ontwikkeling in de weg zou staan. De symfonische gedichten waren zó nieuw en ook zeer moeilijk speelbaar voor de orkesten uit die tijd. Dezelfde ervaringen deden Beethoven met zijn 9de symfonie en vooral Berlioz met zijn Symphonie fantastique op. Ook ten behoeve van het uitvoeren van de werken klom Liszt weer in de pen en schreef dat uitvoerenden de subtiele kleuren, tempoverschuivingen, accenten, evenwichten, contrasten en de kunst van transformatie goed moesten bestuderen alvorens de werken uit te gaan voeren. 
Liszt (h)erkende de ontoegankelijkheid van zijn muziek. Hij veroordeelde een dirigent omdat hij Les Préludes na Beethovens 6de symfonie uitvoerde. Liszt vond dat de ‘natuurlijke orde’ was nieuwe stukken eerst te spelen en af te sluiten met de (meester)werken van Haydn, Mozart of Beethoven. Het publiek werd geacht zich aan het begin van een concert beter te kunnen concentreren dan later op de avond.

## Een kwaad daglicht
Liszts Les Préludes was (en is) een veel gespeeld orkestwerk in de huidige concertpraktijk maar misschien kunnen ouderen, die de Tweede Wereldoorlog hebben meegemaakt, zich het volgende herinneren.
Tot een bepaalde datum leidde Les Préludes een normaal leven in de concertzalen. Het werd echter voor politieke doeleinden ingezet, daardoor gecorrumpeerd en kan door velen niet meer ‘normaal’ (bijvoorbeeld onbevooroordeeld) tegemoet worden getreden. In 1941 hadden de nazi’s voor hun radio-uitzendingen (de zogenaamde ‘Wehrmachtsmeldungen’), in relatie tot de oorlogsinspanningen in Rusland, een begin-tune nodig. Tijdens de belegering van Leningrad kreeg het Duitse volk thuis de berichten over de succesvolle voortgang van de strijd te horen nadat een passage uit Liszts Les Préludes was gespeeld. Men noemde dit de Rußland-Fanfare. Deze fanfare klonk voortdurend, bij elk bericht over de overwinningen, zelfs toen er na de Slag om Stalingrad overwinningen werden gemeld die er niet meer waren.
Waarom werd juist dit stukje uit Les Préludes door de Duitse propagandamachine uitverkoren? In de muziek werd een ‘Sturmsignal’ gevonden en dit werd met gebruik van de woorden van Liszt - hij schreef nu eenmaal veel voorwoorden bij zijn symfonische gedichten - gebruikt om de oorlogsideologie te steunen: “Dennoch trägt der Mann nicht lang die wohlige Ruhe inmitten besänftiger Naturstimmungen, und wenn de Drommete Sturmsignal ertönt, eilt er, wie immer der Krieg heißen möge, der ihn die Reihe der Streitenden ruft, auf der gefahrvollsten Posten, um in Gedränge des Kampfes wieder zum ganzen Bewusstwerden seiner selbst und in vollen Besitz seiner Kraft zu kommen”. Gezwollen taal die erop neerkomt dat een man zich maar niet al te veel moet overgeven aan geluier maar zodra het oorlog is, en hij opgeroepen wordt, zich zonder zich af te vragen waar het om gaat zich in het strijdgewoel moet werpen; dan zal hij zich weer ten volle bewust worden van zijn kracht.
De nazi’s hebben weggelaten dat in Liszts gedachtegoed geen enkele verwijzing of sympathie is te vinden bij de voorlopers van het nazi-denken, integendeel zelfs want voor de gebruikte tekst hierboven schreef Liszt: “Was anderes ist unser Leben, als eine Reihenfolge von Präludien zu jenem unbekannten Gesang, dessen erste und feierliche Note der Tod anstimmt?” Vrij vertaald: "Wat is ons leven anders dan een aantal voorspelen bij het onbekende lied dat bij zijn eerste feestelijke tonen de dood aankondigt?"